# رویداد گردنبند
رویداد گردنبند (به انگلیسی: The Affair of the Necklace) فیلمی محصول سال ۲۰۰۱ و به کارگردانی چارلز شایر است. در این فیلم بازیگرانی همچون هیلاری سوانک، جاناتان پرایس، سایمون بیکر، آدرین برودی، جولی ریچاردسون، کریستوفر واکن و برایان کاکس ایفای نقش کرده‌اند.